# Запис Богојевића орах (Грабово)
Запис Богојевића орах (Грабово) се налази на парцели чији је власник Богојевић Милун.

## Локација
| Општина             | Ражањ                                                                       |
| Катастарска општина | Грабово                                                                     |
| Потес               | Крушак                                                                      |
| Координате          | 43° 43′ 41″ С; 21° 38′ 10″ И / 43.728000000000002° С; 21.636199999999999° И |
| Надморска висина    | 319m                                                                        |

## Карактеристике
Дендрометријске вредности утврђене на терену и сателитским снимцима:
| Стабло                     | Орах |
| Висина стабла              | m    |
| Обим дебла                 | m    |
| Пречник крошње             | 5m   |
| Пречник дебла              | m    |
| Висина дебла до прве гране | m    |

## База записа
Запис је у оквиру Викимедија пројекта "Запис - Свето дрво" заведен под редним бројем 0900.